# Maintenance des équipements industriels
 (août 2023).
En France et dans le domaine de la formation et l'éducation, le sigle MEI signifie Maintenance des équipements industriels.
Il est employé par l'éducation nationale et les centres d'apprentissage pour désigner une filière de formation professionnelle.

## Les diplômes préparés
Ce sont :
- Le BEP (Brevet d'étude professionnelle), diplôme de niveau V destiné à former des agents de maintenance. Il consiste en deux ans de formation. Depuis la rentrée 2007 le BEP MSMA est devenu le BEP MPEI. (Maintenance des Produits et Équipements Industriels).
- Le bac professionnel, diplôme de niveau IV . Il consiste en un ans de formation après le BEP. Les disciplines abordées lors du BEP sont étendues et approfondies. Depuis 2006 le BAC Pro MSMA est devenu le BAC Pro MEI. (maintenance des équipements industriels). Quelques changements mineurs ont été apportés au programme à la demande des industriels.

Ces formations sont dispensées partout en France dans les lycées professionnels ou les centres d'apprentissages.